# Márcia Barbosa
Márcia Cristina Bernardes Barbosa (Rio de Janeiro, 14 de janeiro de 1960) é uma física, professora universitária e pesquisadora brasileira.
É professora titular do Instituto de Física da Universidade Federal do Rio Grande do Sul. Em 2024 foi eleita reitora da UFRGS. É reconhecida internacionalmente por suas pesquisas com a molécula da água e pela sua luta por mais espaços para as mulheres no meio científico. É membro titular da Academia Brasileira de Ciências e recebeu diversos prêmios e distinções, entre eles o Prêmio L'Oréal-UNESCO para Mulheres em Ciência e a Ordem Nacional do Mérito Científico no grau de Comendadora. Em 2020 foi eleita pela revista Forbes como uma das 20 mulheres mais influentes do Brasil.

## Biografia
Márcia Barbosa nasceu no Rio de Janeiro em 1960, e passou toda sua vida em Porto Alegre. Filha de um eletricista militar, costumava ajudar o pai a arrumar circuitos e construir pequenos equipamentos desde criança e foi com quem teve as primeiras aulas a respeito do mundo da tecnologia. Na escola, ajudava os professores nos laboratórios a montar experimentos para as aulas. A escolha do curso de Física foi devido ao legado do pai e por ser uma área bastante próxima.
Ingressou no curso de Física da UFRGS, onde notou ser minoria: dos 80 alunos, somente 8 eram mulheres, e na formatura, Barbosa foi a única mulher. Participou dos movimentos estudantis, pedindo por democracia e o fim da ditadura ainda na graduação. Seguiu para a pós-graduação, onde foi orientada por Walter K. Theumann tanto no mestrado quanto no doutorado e fez três estágios de pós-doutorado na UFRGS, na Universidade de Maryland e na Universidade de Boston.
Professora titular do Instituto de Física da UFRGS, coordenadora da Pós-Graduação de 2007 a 2008, diretora do Instituto de 2008 a 2016, trabalha nas áreas de pesquisa, ensino e extensão na Física e nos estudos de Gênero e Ciência. Suas pesquisas se concentram na Física da Matéria Condensada, estudando principalmente suspensões coloidais iônicas, polieletrólitos e a água e suas anomalias dinâmicas em relação aos processos físicos e biológicos. Em suas palavras, "sempre fui fascinada por sistemas biológicos. Por muitos anos, estudei o comportamento de eletrólitos, proteínas e DNA, fazendo modelos físicos muito simples nos quais a água entrava de maneira muito coadjuvante. À medida que estudava sistemas mais compactados, como o interior da célula, os canais de íons, mais a água entrava como uma protagonista. Percebi que precisava aprender mais sobre a água para,
de maneira correta, apropriá-la nos meus modelos". Os trabalhos sobre as anomalias da água demonstraram, em essência, o motivo pelo qual a água se move mais rápido quando é comprimida, com as moléculas muito próximas umas das outras. Experimentos anteriores só haviam detectado a mobilidade, mas não esclareciam o seu mecanismo. Isso pode melhorar a compreensão de uma grande diversidade de fenômenos e tem amplas aplicações potenciais. Essas pesquisas ganharam destaque internacional e lhe valeram o Prêmio L'Oréal-UNESCO para Mulheres em Ciência em 2013.
É defensora da ciência brasileira, e lamenta a perda de profissionais brasileiros para universidades estrangeiras por não terem condições de fazer ciência no Brasil. Foi diretora da Academia Brasileira de Ciências, desempenhando um importante papel na criação de um Código de Ética e Conduta e promovendo ativamente programas de extensão. Em 2019, foi eleita membro da Academia Mundial de Ciências.
Tem se empenhado ativamente na luta por uma maior inclusão das mulheres nas ciências, em especial as Exatas e as Naturais. Ao tornar-se professora, lutou pela criação de um grupo de pesquisa e de grupos de gênero em instituições brasileiras, e por mudanças efetivas que aumentassem a presença de mulheres nas academias e nos cargos de liderança. Participou ativamente do movimento que deu origem à aprovação da lei que instituiu a licença-maternidade para bolsistas de pesquisa no Brasil, e também da inclusão da informação de nascimento ou adoção de filhos no Currículo Lattes. De 2011 a 2015 foi membro da Comissão de Relações e Gênero da Sociedade Brasileira de Física. Foi a primeira presidente do Grupo de Trabalho sobre Mulheres na Física organizado pela União Internacional de Física Pura e Aplicada. Segundo o Conselho Internacional de Ciência, "essa iniciativa foi fundamental para aumentar a conscientização sobre a situação das mulheres na Física em todo o mundo e levou à criação de equipes nacionais em mais de 60 países que ainda trabalham para aumentar e melhorar a participação das mulheres na Física. Esse movimento levou a inúmeras mudanças de política dentro da UIFPA". Também foi vice-presidente da UIFPA, atuando como a primeira Campeã de Gênero da União, e implementando políticas que promovem mulheres a posições de liderança dentro da organização. Foi membro em 2006 da representação brasileira no Conselho Consultivo de Gênero da Comissão de Ciência e Tecnologia para o Desenvolvimento das Nações Unidas, em 2020-2021 participou do Conselho Consultivo de Gênero da Academia Mundial de Ciências, e em 2024 foi nomeada membro do Comitê Permanente de Ações Estratégicas e Políticas para Equidade de Gênero da Coordenação de Aperfeiçoamento de Pessoal de Nível Superior (CAPES) do Ministério da Educação.
Em 2020 foi incluída pela ONU Mulheres numa lista de sete cientistas que têm moldado o mundo. Na justificativa, a ONU Mulheres declarou: "Barbosa desenvolveu uma série de modelos das propriedades da água que podem aprimorar nossa compreensão sobre uma ampla variedade de tópicos: como ocorrem terremotos, como as proteínas se estruturam, como pode ser gerada energia mais limpa e como são tratadas doenças. [...] Além de sua pesquisa notável, Barbosa está comprometida com a igualdade de oportunidades para as mulheres nas ciências. Ela organizou diversas conferências sobre mulheres na Física, escreveu artigos sobre diversidade geográfica e de gênero na ciência e ministrou seminários que examinaram a escassez de mulheres na área".
No ano de 2023 foi nomeada secretária de Políticas e Programas Estratégicos, uma das quatro pastas que fazem parte do Ministério da Ciência, Tecnologia e Inovação do Governo Federal. Nesta capacidade, promoveu a criação de uma plataforma sobre diversidade no Grupo de Inovação do G20, defendeu uma iniciativa internacional para proteção das florestas tropicais e encorajou os países a incluir a biodiversidade na rede internacional e plataforma de dados Global Biodiversity Information Facility.
Durante a devastadora enchente no Rio Grande do Sul em maio de 2024, organizou uma equipe de pesquisadores para monitorar a situação e propor aos governos local e federal iniciativas para a reconstrução. Em julho de 2024 foi eleita reitora da Universidade Federal do Rio Grande do Sul, em uma decisão histórica do Conselho Universitário, sendo a primeira eleição com paridade de votos entre estudantes e professores. Entre as primeiras ações da nova Reitoria está o encaminhamento ao Conselho Universitário dos projetos de criação da Pró-Reitoria de Ações Afirmativas e Equidade, da Secretaria Especial de Mudanças Climáticas e da Coordenadoria de Educação Básica. Em 2025 foi eleita membro da Diretoria do Conselho Internacional de Ciência, ocupando o cargo de vice-presidente para Liberdade e Responsabilidade na Ciência.
Participou de inúmeros congressos e eventos científicos, orientou dezenas de teses de alunos e tem vasta bibliografia publicada. Segundo Klanovicz & Machado, Márcia Barbosa é uma das cientistas brasileiras mais influentes da atualidade. Foi a primeira mulher a coordenar o Comitê de Física e Astronomia do CNPq, exerceu mandato de conselheira na Sociedade Brasileira de Física em 2019-2023, e participou do Grupo de Trabalho de Comunicações e Prospecção de Sócios, do Grupo de Trabalho sobre a Governança da SBF, do Grupo de Trabalho sobre as Olimpíadas Brasileiras de Física, e foi delegada da SBF na União Internacional de Física Pura e Aplicada. É membro da Academia Brasileira de Ciências, da Academia Mundial de Ciências, do Conselho Internacional de Ciência, e da Sociedade Americana de Física.

## Distinções
- 2009: Medalha Nicholson, da Sociedade Americana de Física, por seu compromisso pessoal em apoiar e encorajar as mulheres na Física e por sua liderança na 1ª Conferência Internacional sobre Mulheres na Física, que mudou a visibilidade das mulheres na Física.[28]
- 2012: Prêmio L'Oréal-UNESCO para Mulheres em Ciência.[14]
- 2012: Prêmio Destaque Cientista Gaúcha, da Fundação de Amparo à Pesquisa do Estado do Rio Grande do Sul, por sua trajetória nacional e internacional na área da Física.[29]
- 2013: Prêmio Cláudia, destaque em Ciência.[30]
- 2016: Prêmio Anísio Teixeira da CAPES, por sua atuação na pós-graduação.[27]
- 2018: Ordem Nacional do Mérito Científico no grau de Comendadora.[4]
- 2020: Incluída pela ONU Mulheres na lista das sete cientistas que moldam o mundo.[12]
- 2020: Eleita pela revista Forbes como uma das 20 mulheres mais influentes do Brasil.[3]
- 2021: Medalha Silvio Torres, da Fundação de Amparo à Pesquisa do Estado do Rio Grande do Sul.[10]
- 2023: Homenageada na III Feira Brasileira de Iniciação Científica.[31]
- 2025: Título de Cidadã de Porto Alegre, da Câmara de Vereadores de Porto Alegre, reconhecendo sua defesa da universidade pública e sua contribuição para a ciência e o desenvolvimento social da capital gaúcha.[32]
- 2024: Sua efígie foi incluída na série especial de selos "Mulheres Pioneiras das Ciências Brasileiras", emitida pelos Correios do Brasil.[33]
- 2025: Troféu Mulher Cidadã, destaque Mulheres na Ciência, da Assembleia Legislativa do Estado do Rio Grande do Sul.[34]